# 週末の女神
『週末の女神』（しゅうまつのめがみ）は、1999年4月2日から2001年3月30日まで東日本放送で放送された金曜日夕方枠の情報・ローカルワイド番組である。

## 出演者

### 司会
- 1999年4月2日 - 2000年3月24日 熊谷博之
- 2000年4月7日 - 2001年3月30日 笹川己之樹・中村かおり

### リポーター
- 伊藤 文（当時KHBアナウンサー）
- 濱 知美
- 小山幸恵

### その他
- 小山幸恵
- 横須賀真奈美
- 野澤はつき
- 永島有宇

補足
- 笹川・中村・濱・横須賀は後番組『夕方ワイドあなたにCue!』も続投。

## 放送時間
- 1999年4月2日 - 2000年3月24日 金曜16:53 - 17:54（JST、61分）
- 2000年4月7日 - 2001年3月30日 金曜17:00 - 17:54（JST、54分）

## 主なコーナー
- らんらんランキング
- 女神の星占い
- おでかけピョンピョン
- 生でラクラク!おまかせクッキング
- 週末の天気

## 番組が休止・中断した日
- 1999年10月1日 - 前日（9月30日）、東海村JCO臨界事故があったため番組を休止し『ANNスーパーJチャンネル特報』を放送した。
- 2000年3月31日 - 当日、番組開始前に有珠山噴火があったため番組を休止し『ANNスーパーJチャンネル特報』を放送した。
- 2000年6月16日 - 当日、番組開始前に香淳皇后が逝去したため番組を一時中断し『スーパーJチャンネル』の17時台枠を数分間放送した。
- 2000年10月6日 - 当日、番組開始前に鳥取県西部地震があったため番組を休止し『ANNスーパーJチャンネル特報』を放送した。